# Reinhard Schneider (Unternehmer)

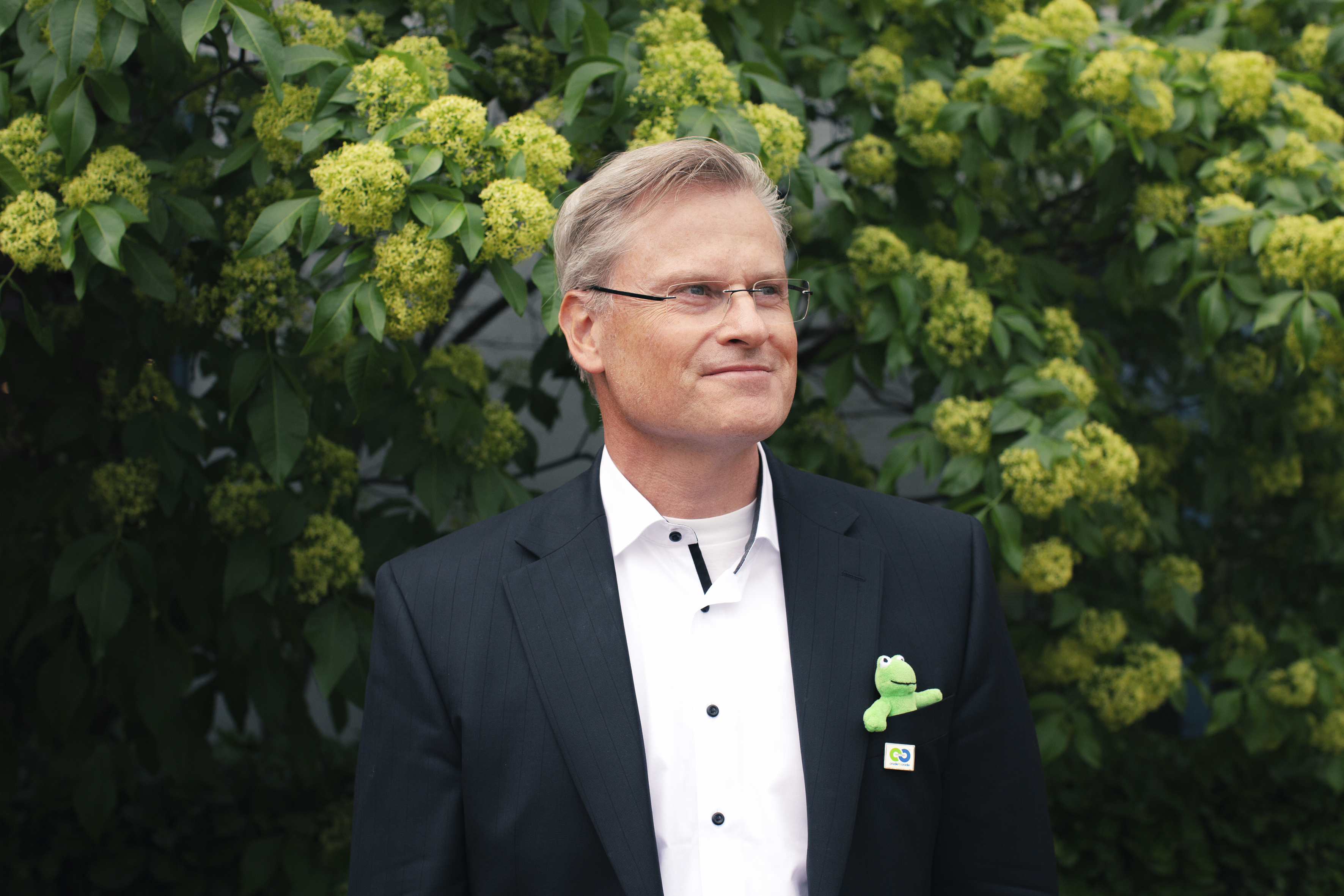
Reinhard Schneider (2020)

Reinhard Schneider (geboren am 1. Mai 1968 in Mainz) ist ein deutscher Betriebswirt und Geschäftsführer des Mainzer Familienunternehmens Werner & Mertz. Er ist Träger des Deutschen Umweltpreises 2019.

## Leben und Wirken
Schneider studierte Betriebswirtschaftslehre mit dem Schwerpunkt Absatz und Handel an der Universität St. Gallen in der Schweiz. Nach dem Studium war Schneider sechs Jahre lang für verschiedene Unternehmen im Marketing tätig. Als Nachfahre der Gründer von Werner & Mertz wirkte er seit 1992 im Aufsichtsrat des Unternehmens mit. Im Jahr 2000 übernahm er den Vorsitz der Geschäftsführung auch die Leitung der Consumersparte. Er ist Inhaber des Unternehmens.
Schneider prägte als Geschäftsführer den Nachhaltigkeitskurs von Werner & Mertz. Unter anderem ließ er Neubauten des Unternehmens unter ökologischen Gesichtspunkten entwerfen und ließ im Rahmen der Initiative „Heimische Tenside“ den Anteil an Palmkernöl in den Reinigern mehr und mehr durch Pflanzenöle aus europäischem Anbau ersetzen.
2012 gründete er mit Partnern aus Industrie und Abfallwirtschaft sowie Umweltverbänden die Recyclat-Initiative. Er ist hier auch auf politischer Ebene aktiv und spricht sich unter anderem für eine Neuplastik-Steuer aus. Zudem ist Schneider Mitglied im Präsidium der deutschen Wettbewerbszentrale sowie seit März 2022 Mitglied im neu gegründeten Zukunftsrat Nachhaltige Entwicklung Rheinland-Pfalz.
Schneider äußerte 2024 gegenüber der Zeitschrift Brand eins Kritik an der Zurückhaltung anderer Unternehmen der Branche, auf nachhaltige Ressourcen umzusteigen. Er bemängelte, dass Hersteller aufgrund hoher Preise weiterhin fossile Brennstoffe verwenden, anstatt auf Recyclingmaterialien zu setzen.

## Auszeichnungen

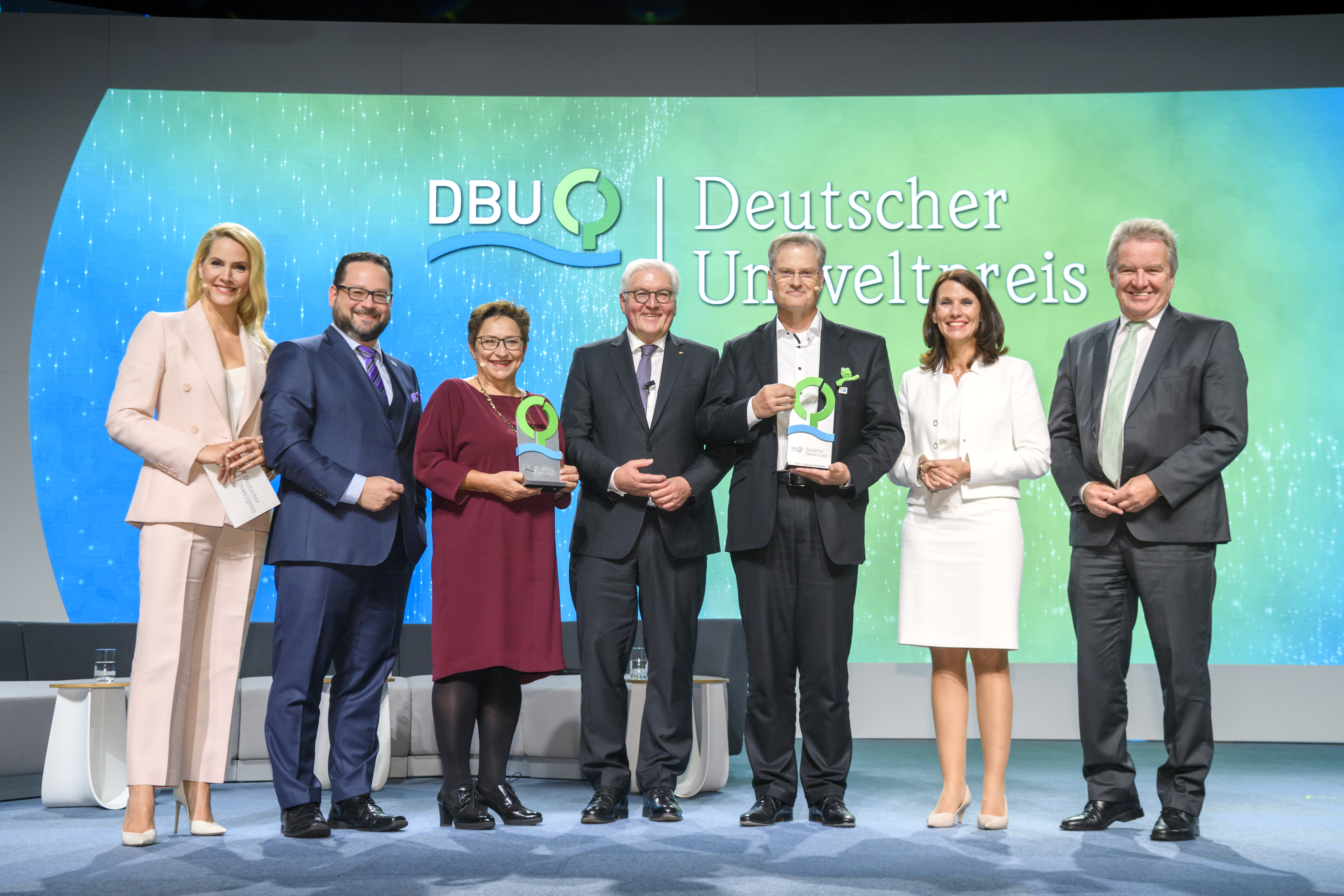
Preisverleihung Deutscher Umweltpreis 2019

Schneider wurde für den von ihm bei Werner & Mertz eingeführten Nachhaltigkeitskurs, insbesondere für die Recyclat-Initiative, mehrfach ausgezeichnet. Die höchste davon ist der Deutsche Umweltpreis 2019. Der den Preis überreichende Bundespräsident Frank-Walter Steinmeier begründete die Verleihung mit der Vorreiterrolle Schneiders in der Wirtschaft.
Im September 2021 wurde Schneider in Österreich der Trigos-Ehrenpreis für sein unternehmerisches Engagement im Bereich Kreislaufwirtschaft und Nachhaltigkeit verliehen.

## Veröffentlichungen
- Reinhard Schneider: Die Ablenkungsfalle. Die versteckten Tricks der Ökologie-Bremser. Wie wir unsere Umwelt nicht länger aufs Spiel setzen. Hrsg.: Gesellschaft für Ökologische Kommunikation. München 2023, ISBN 978-3-96238-414-2.